# Micropterus cataractae
Micropterus cataractae és una espècie de peix pertanyent a la família dels centràrquids.

## Descripció
- Pot arribar a fer 61 cm de llargària màxima i 3.990 g de pes.
- És molt similar, morfològicament parlant, a Micropterus punctulatus.[5][6][7]

## Reproducció
Pot produir híbrids amb Micropterus coosae.

## Hàbitat
És un peix d'aigua dolça, bentopelàgic i de clima subtropical, el qual habita les zones poc fondes de rius i rierols. Cal dir que la major part del seu hàbitat riberenc ha estat destruït per la construcció de preses i treballs de dragatge.

## Distribució geogràfica
Es troba a Nord-amèrica: conques dels rius Apalachicola, Chattahoochee i Flint a Alabama, Florida i Geòrgia. Ha estat introduït a la conca del riu Altamaha (centre de Geòrgia).

## Observacions
És inofensiu per als humans i apreciat pels afeccionats a la pesca esportiva.